# Thüle (Nedersaksen)
Thüle is een dorp met bijna 1000 inwoners in de gemeente Friesoythe in de Duitse deelstaat Nedersaksen. Het ligt circa 8 kilometer ten zuidoosten van het stadje Friesoythe, aan de Bundesstraße 72 en aan het riviertje de Soeste in een bosrijke streek.
Het dorp is een populaire toeristische bestemming in de regio. Ten zuiden van het dorp, in de richting Cloppenburg, is het meer dan 400 ha grote natuur- en recreatiegebied Thulsfelder Talsperre. Dit ligt gedeeltelijk in de aangrenzende gemeenten Garrel en Molbergen. De stuwdam (Talsperre) is 3,1 km lang, maximaal 70 m dik en 9 m hoog. Het hierdoor in 1927 ontstane stuwmeer herbergt talrijke beschermde soorten vissen, en aan zijn oevers, vogels. Langs delen van het stuwmeer zijn dagrecreatiemogelijkheden gecreëerd. Daaronder zijn campings, een café-restaurant, een badstrand, waar ook gezwommen mag worden, wandel- en fietsroutes en een zgn. klauterbos voor de kinderen.
Dicht bij dit stuwmeer bevindt zich een dierentuin, annex pretpark met de naam Tier- und Freizeitpark Thüle. Het park bestaat sinds 1965 en heeft een oppervlakte van 17 hectare. Het park richt zich vooral op bezoekende gezinnen met kinderen van 4-11 jaar.

## Afbeeldingen

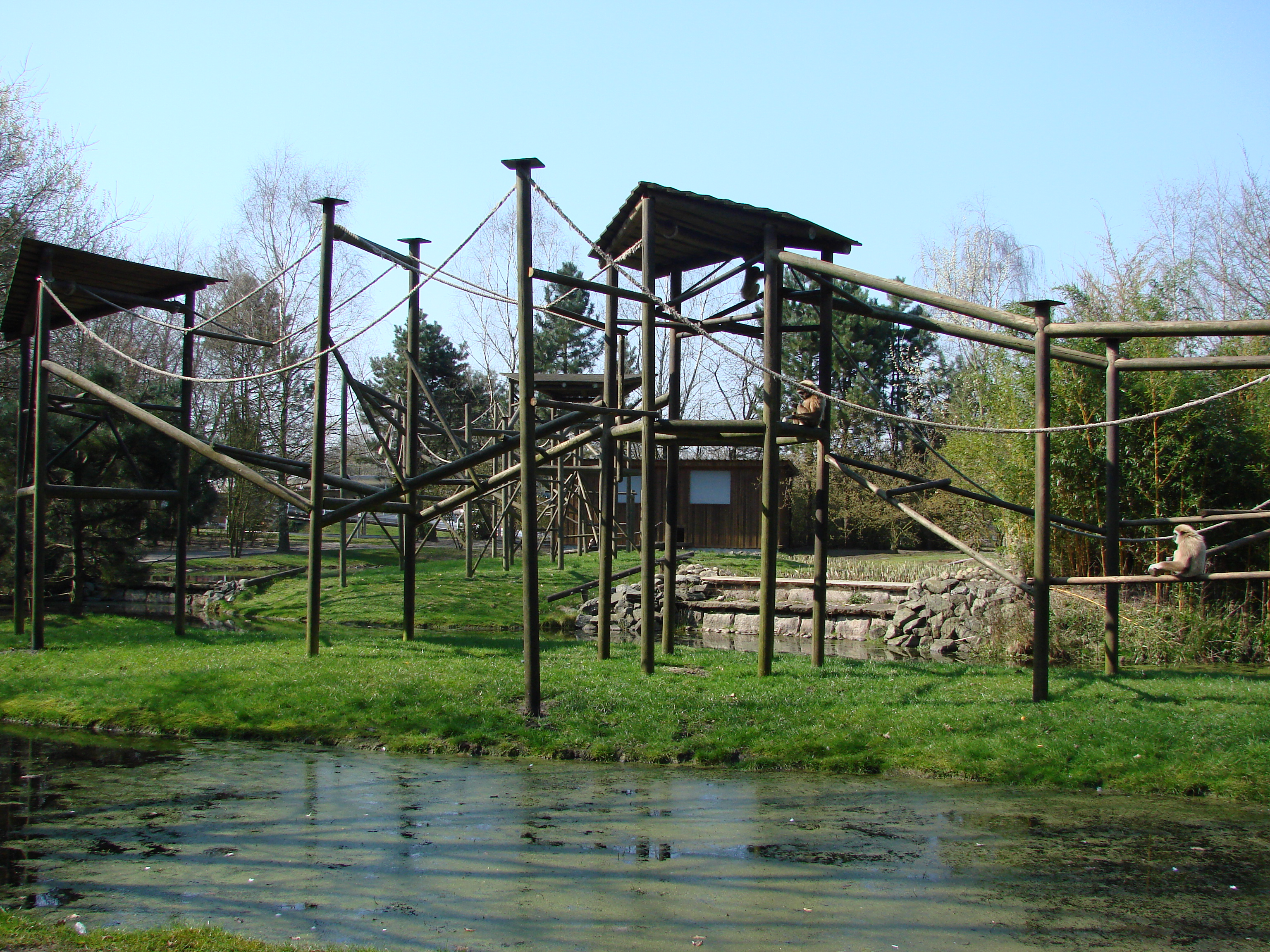
Gibbonverblijf in de dierentuin
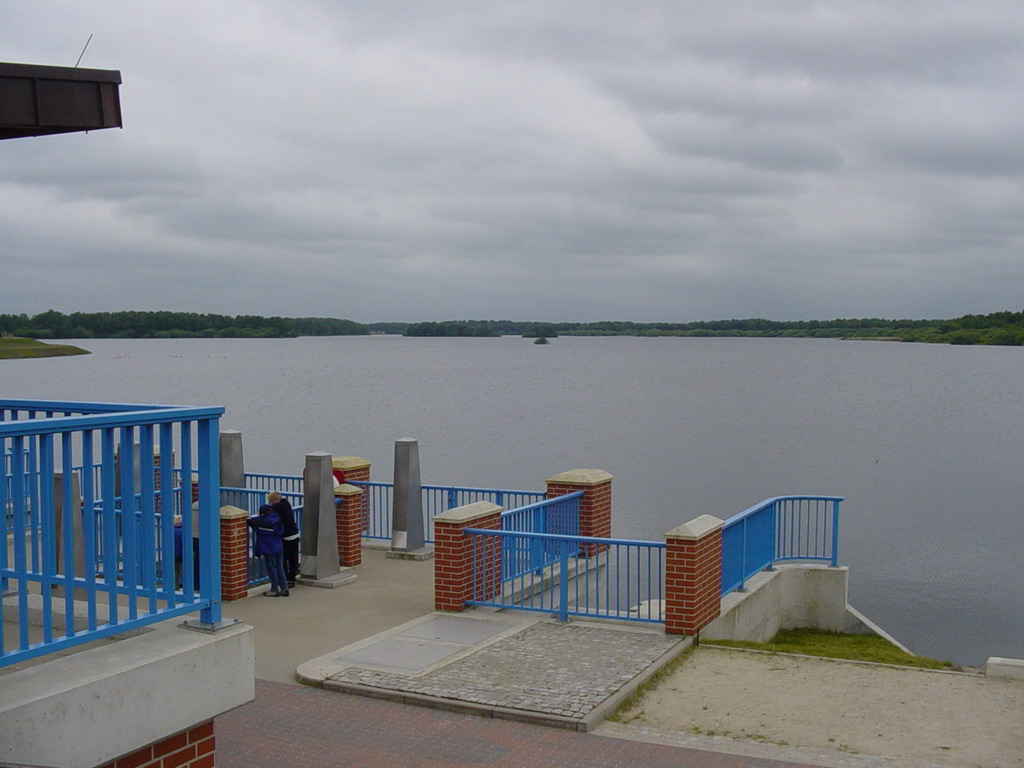
Stuwdam van de Thülsfelder Talsperre
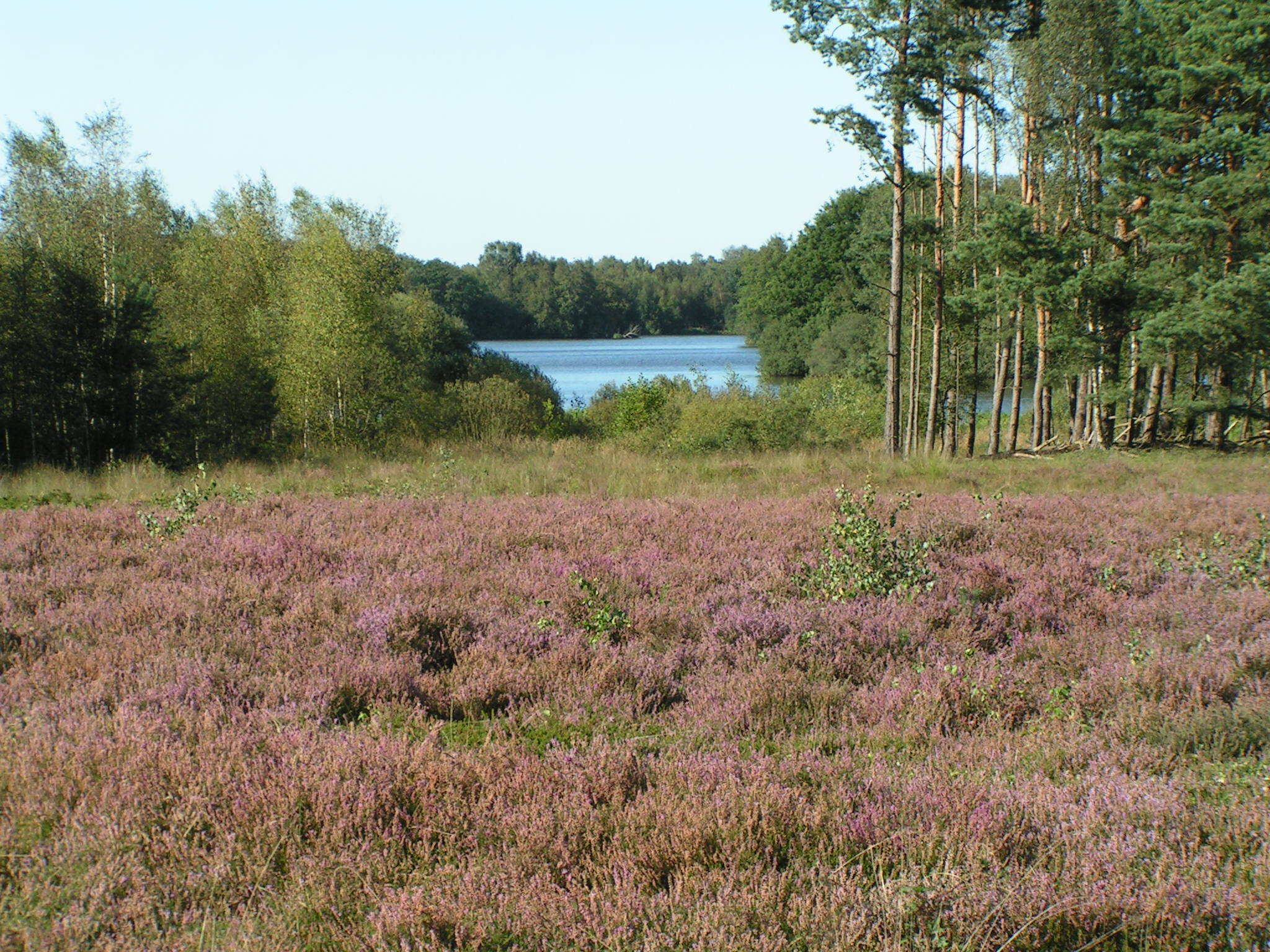
Heide ten W. van de Thülsfelder Talsperre
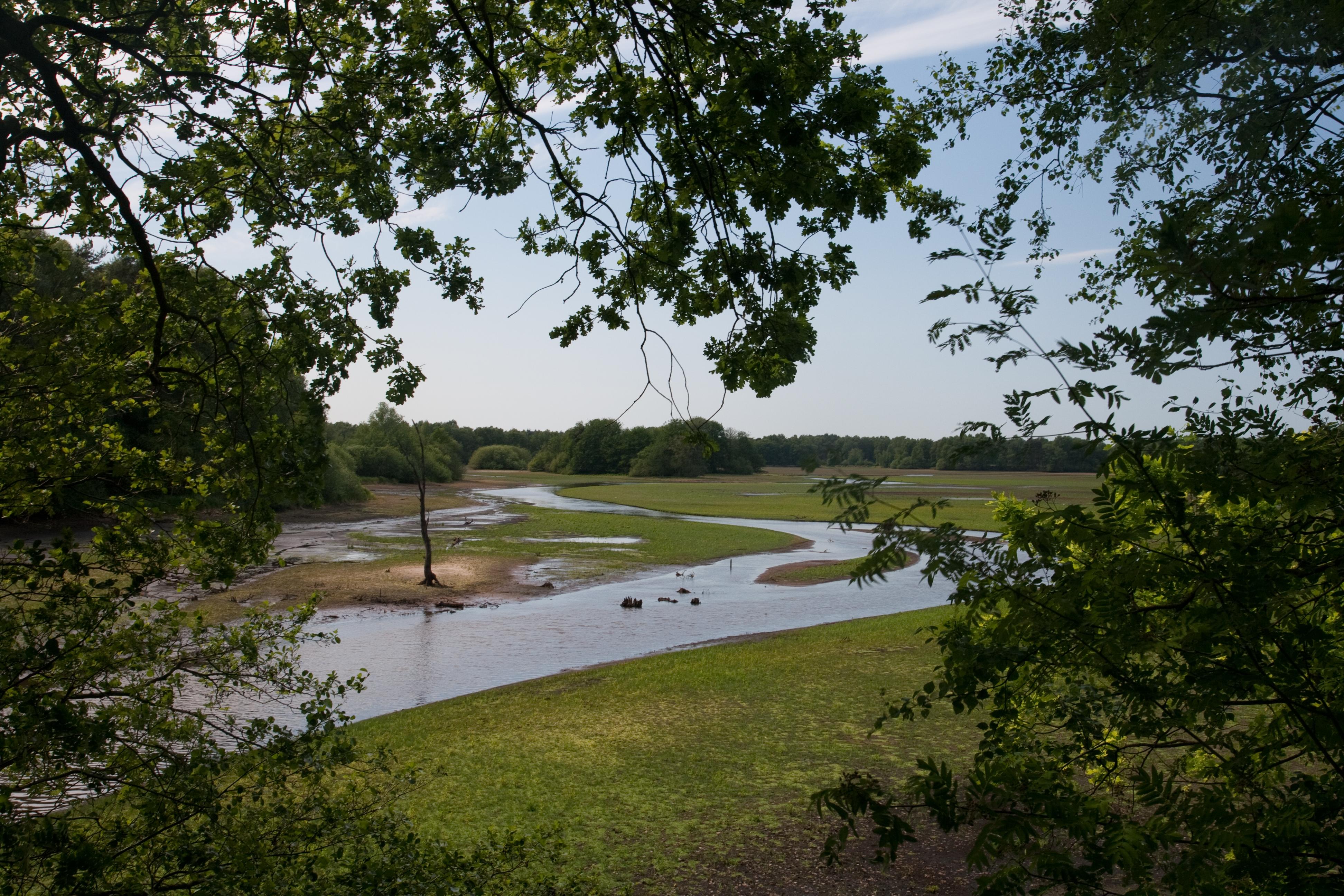
Monding van het riviertje de Soeste in het stuwmeer